# Médias au Québec
 (août 2020).

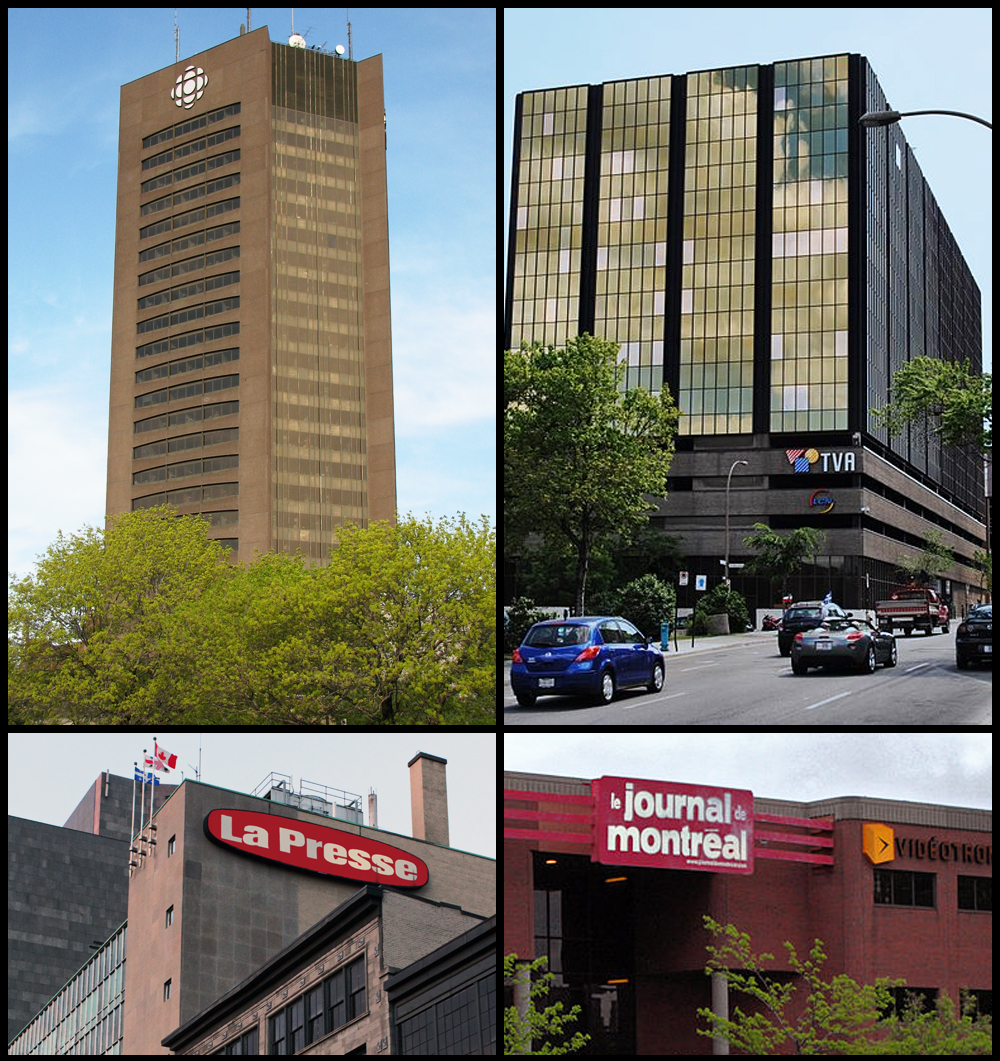
La Maison Radio-Canada, le siège social du réseau TVA, les bureaux de La Presse et du Journal de Montréal.

Au Québec, les médias diffusent l'information, la publicité et la culture à l'aide d'une grande variété de moyens de communication comme l'affichage, la presse écrite, l'édition, la radio, le cinéma, la télévision et les nouveaux médias.
Comme dans le reste du Canada, en ce qui concerne la radio et la télévision seulement, les médias québécois sont réglementés par le Conseil de la radiodiffusion et des télécommunications canadiennes (CRTC) un organisme public du ministère du Patrimoine canadien.

## Groupes médiatiques

### Bell Média

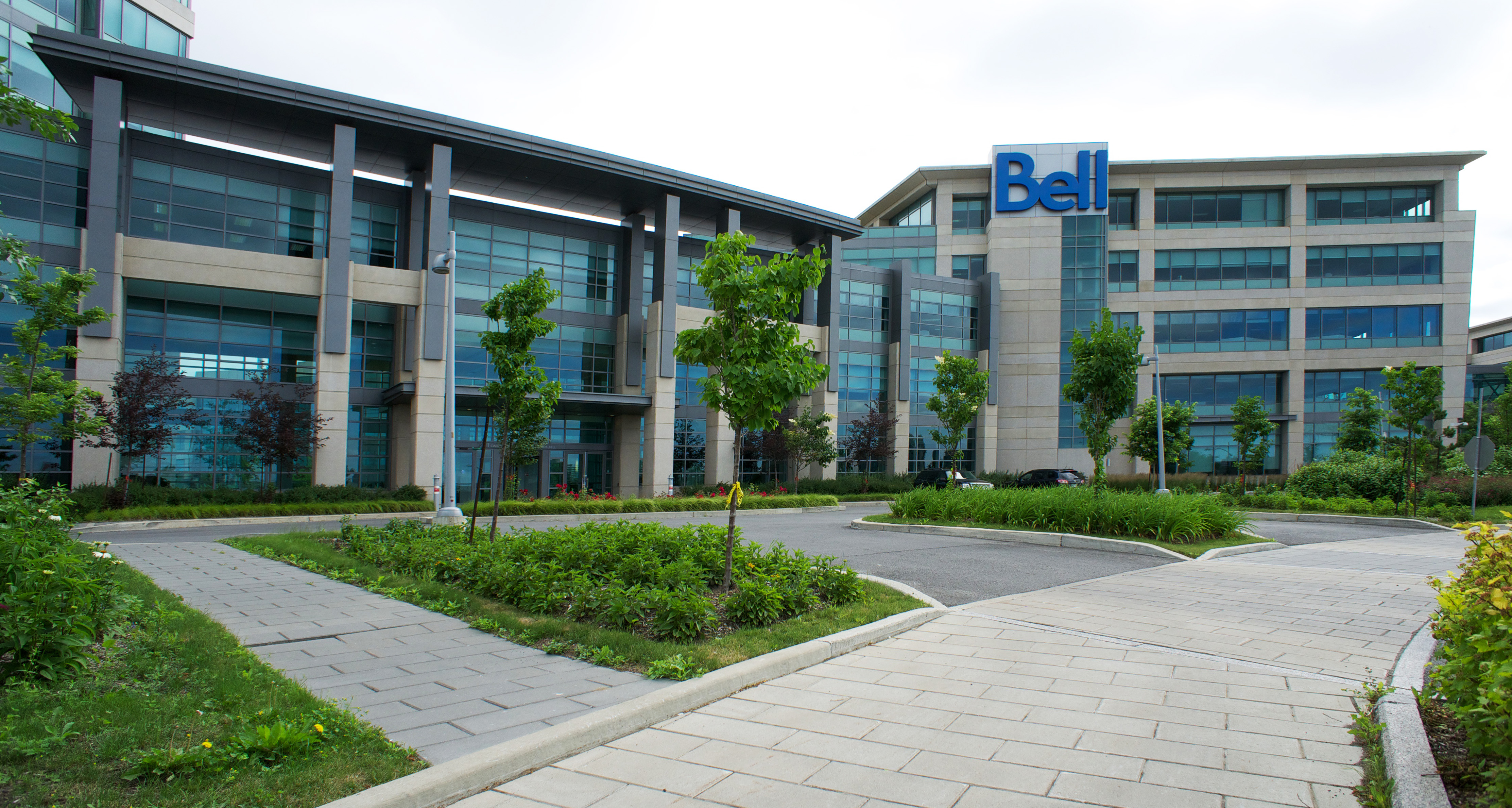
Siège social de Bell Canada
Île des Sœurs, Montréal

Bell Média est une entreprise de médias et divertissements canadienne fondée en 2001, une filiale de Bell Canada (BCE). L'entreprise est créée au début des années 2000 avec l’acquisition du réseau CTV. La transaction vise à accroître le contrôle de Bell sur la production de contenu télévisuel diffusé notamment via sa filiale Bell ExpressVu. Bell Média achète le réseau Astral Média en 2013.
Radio
- Boom FM
- CHOM-FM
- CJAD
- Énergie
- Rouge FM
- TSN Radio 690
- Virgin Radio - 96

Télévision
- Le réseau CTV
- Canal D
- Canal Vie
- Le réseau Noovo (anciennement V) depuis mai 2020
- Vrak TV
- Ztélé

### Groupe Capitales Médias
Le Groupe Capitales Médias est né de la liquidation de Gesca en 2018, une filiale de Power Corporation du Canada. Le 19 août 2019, le groupe entame les procédures pour déclarer faillite. Le même jour, le Gouvernement du Québec annonce un aide d'urgence de 5 millions de dollars (sous la forme d'un prêt octroyé par Investissement Québec) pour protéger l'entreprise de ses créanciers. Le ministre de l'économie du Québec, Pierre Fitzgibbon, justifie cette action par la nécessité de maintenir le groupe de presse en activité le temps de trouver un repreneur.
Le 23 décembre 2019 le Groupe Capitales Médias annonce la vente de ses 6 quotidiens régionaux à une nouvelle entité : la Coopérative nationale de l'information indépendante (CN2i) pour un dollar symbolique. La CN2i reprend les 350 employés et obtient un financement de 21 millions de dollars de la part d'acteurs publics et privés (Investissement Québec, Desjardins, Fondaction et le Fonds de solidarité FTQ entre autres).
Journaux et hebdomadaires
- La Tribune
- La Voix de l'Est
- Le Droit
- Le Nouvelliste
- Le Quotidien
- Le Soleil

### Cogeco Média
Radio
- 100,1 Rythme FM / 106,9 FM
- 940 News (C I N W - AM)
- 98,5 FM
- C K O I - FM
- C K S M - AM
- C K O I 104,7 outaouais
- C H O E - FM 95,3
- C I M E - FM
- C J D M - FM
- C J M Q 88,9 FM (The QUBE)
- FM 101,7
- FM 93
- FM107,7
- M - FM 102,9
- Québec 800 (C H R C - AM)
- Radio Circulation 730 AM
- Info 690
- Rythme FM
- The Beat 92,5

Télévision
- NousTV
- Télé-Soleil
- Télé-Sourire
- TéléVag

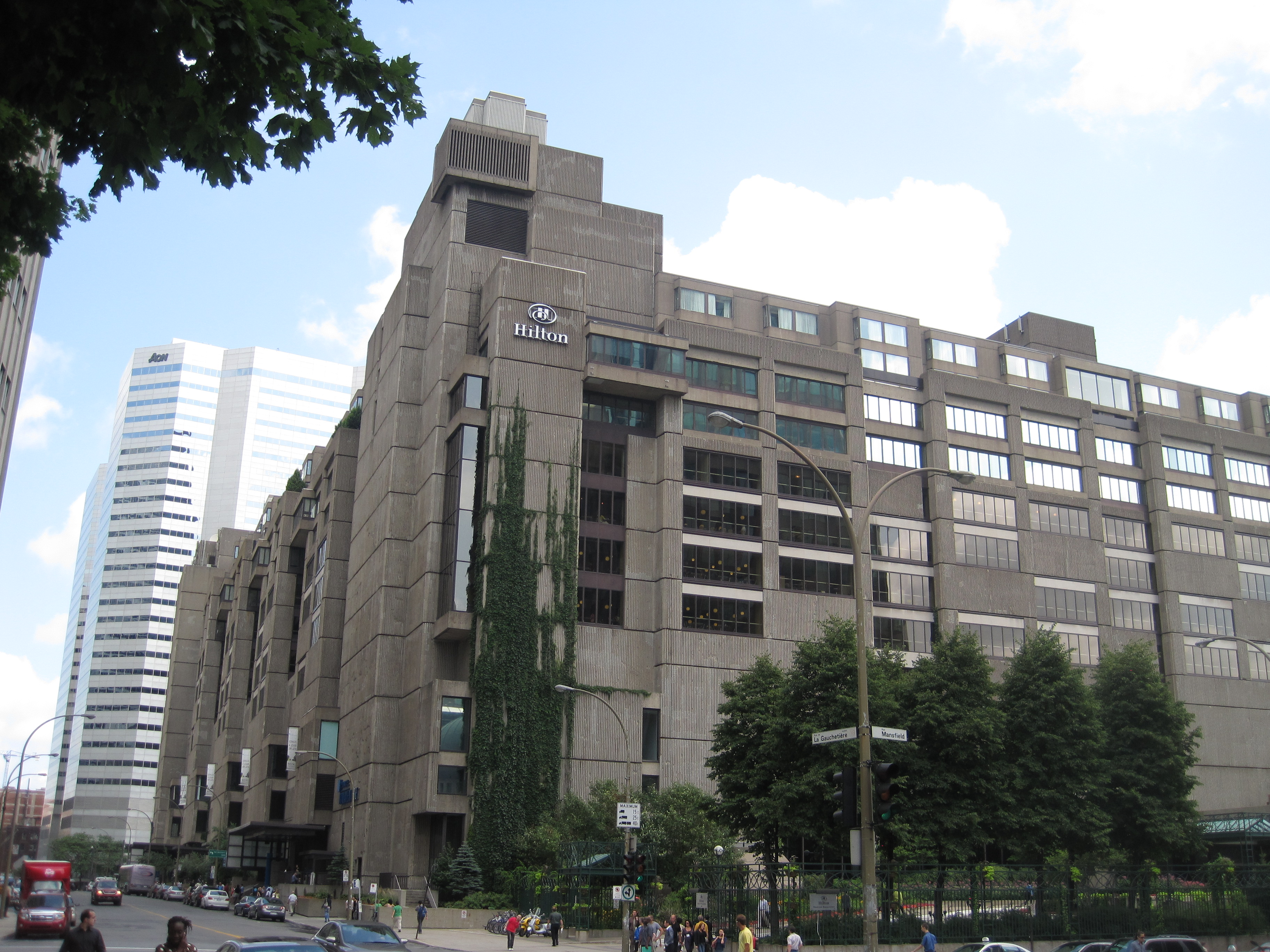
Siège social de Cogeco Medias
Place Bonaventure, Montréal

- Télévision communautaire de Saint-Victor (TCS)
- Télévision du Littoral
- Télévision locale Haute-Gaspésie
- Télévision communautaire de l'Érable
- Télévision locale de la Mitis
- TV Cogeco Rimouski
- TVCL Télévision communautaire Laurentides-Lanaudières
- CSUR LA TÉLÉ - Télévision communautaire de Vaudreuil-Soulanges

### Québecor

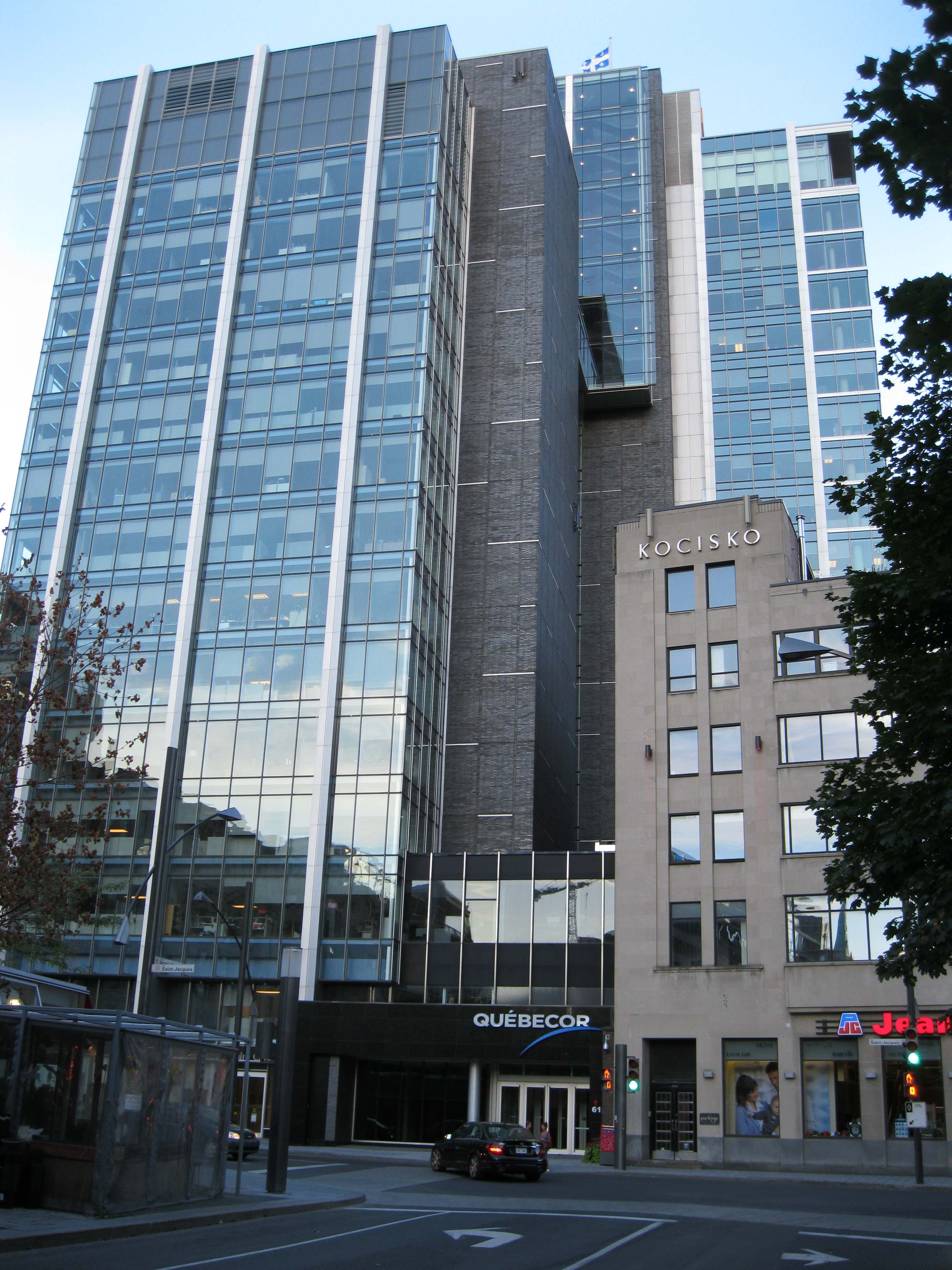
Siège social de Québecor
rue Saint-Jacques, Montréal

Québecor Media est un groupe médiatique basé au Québec qui rassemble une grande variété de médias en plus d'un service de cablo distribution et d'internet. En août 2000, Québecor Media achète Vidéotron pour 4,9 milliards $CA puis en 2001 le Groupe TVA. Depuis juin 2018, Québecor est pleinement propriétaire Québecor Media ; CDP Capital d’Amérique Investissements, une filiale de la Caisse de dépôt et placement du Québec, possédait auparavant 18.9% des actions de Québecor Media une valeur de 1,69 milliard $CA.
Journaux et hebdomadaires
- 24 heures
- Le Journal de Montréal
- Le Journal de Québec
- L'Écho d'Amos-La Sarre
- L'Écho de la Rive-Nord
- L'Écho de Saint-Eustache
- L'Écho de Shawinigan
- L'Écho de Trois-Rivières
- L'Habitat
- L'Impact
- L'Information régionale de Châteauguay
- L. Extra de Saint-Basile
- Le Courrier de Trois-Pistoles
- Le Journal de Joliette
- Le Journal de Longueuil Extra
- Le Journal de Trois-Rivières
- L’Écho du Nord
- L’Express
- Le Journal des Pays d'En Haut
- Le Magazine de Saint-Lambert, Greenfield Park et Lemoyne
- Le Messager du Fort
- Le Mirabel
- Le Peuple Côte-Sud
- Le Point
- Le Réveil
- Le Rimouskois
- Objectif Plein Jour
- Plein Jour en Haute Côte-Nord
- Plein Jour sur Charlevoix
- Progrès Écho-Dimanche
- Super Hebdo de Montréal

Magazines
- 7 Jours
- Clin d'œil
- Échos Vedettes
- Décoration chez soi
- Dernière Heure
- Femme d’aujourd’hui
- Femme Plus
- Idée de mon jardin
- Idées de ma maison
- Filles d'aujourd'hui
- La Semaine
- Vision Terre et Forêt
- Star inc.
- Star Système
- Plans de maisons du Québec
- Moi & Compagnie
- Rénovation Bricolage
- Cool!
- Coup de pouce
- TV Hebdo

Télévision
- MaTV
- Canal Indigo
- Le Canal Nouvelles
- TVA
- TVRS télévision
- TVHR9 - Télévision du Haut-Richelieu
- Télévision communautaire de la Vallée du Richelieu (TVR-9)
- Télévision des Basses-Laurentides
- Canal Argent
- TV 9 (CMCL-TV)
- TVA Sports

### Radio-Canada

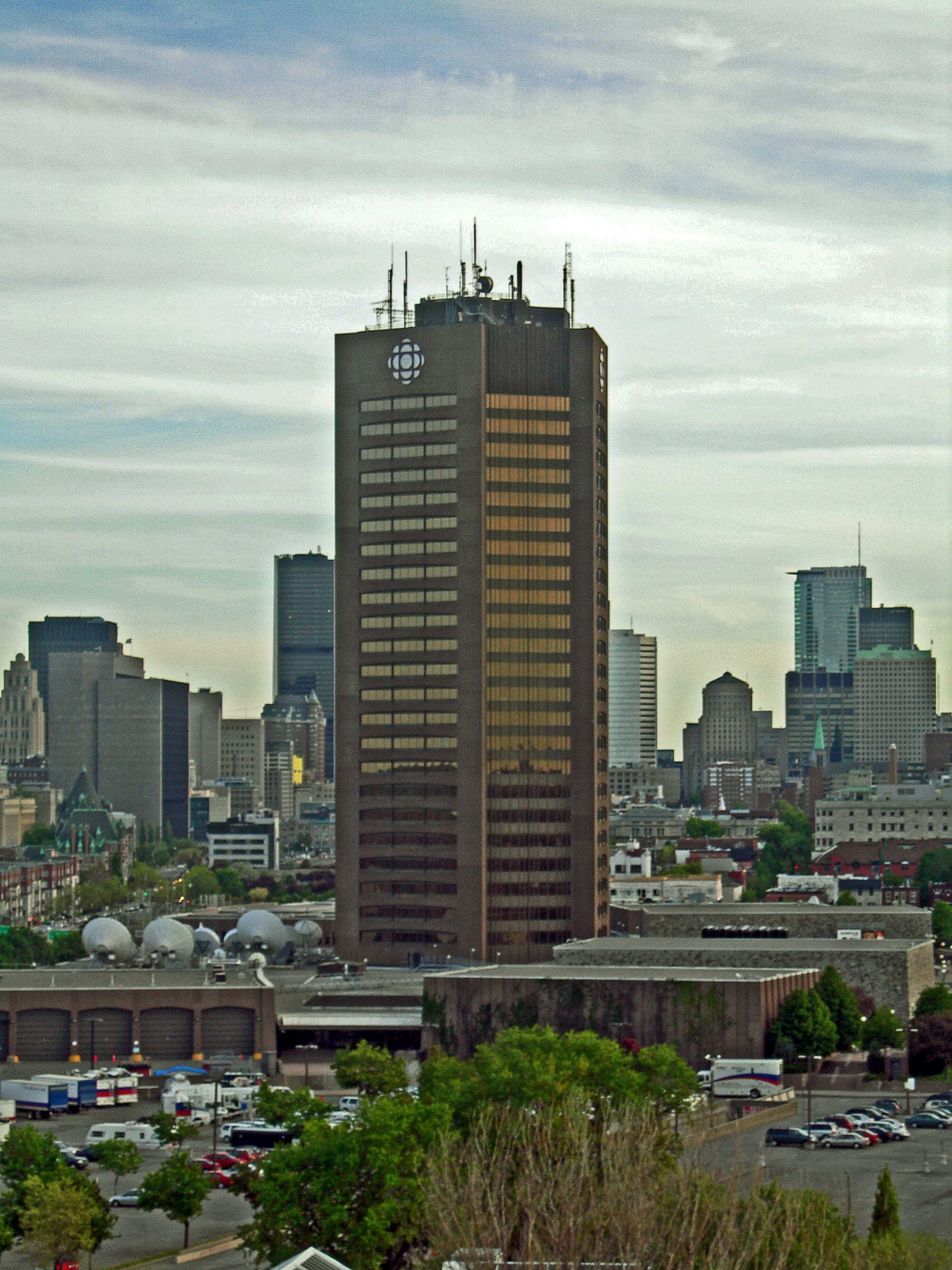
La Maison de Radio-Canada à Montréal.

La Société Radio-Canada est une société de la Couronne canadienne et le plus ancien service de diffusion du Canada : elle a été créée le 2 novembre 1936. Les services radiophoniques comprennent CBC Radio One, CBC Radio Two, ICI Radio-Canada Première, ICI Musique et le service international Radio Canada International. Les services télévisuels sont CBC Television, ICI Radio-Canada Télé, CBC News Network, ICI RDI, Documentary, ICI ARTV et ICI Explora. La SRC diffuse aussi des émissions à destination de l'Arctique canadien sous les noms de CBC North et Radio Nord Québec. La société possède aussi 40 % du diffuseur satellitaire Sirius Canada qui diffuse les services supplémentaires de la SRC : CBC Radio 3, Bande à part, Première Plus, Sports Extra et RCI Plus.
Radio
- CBC Radio One
- CBC Radio Two,
- ICI Radio-Canada Première,
- ICI Musique
- Radio Canada International

Télévision
- CBC Television
- ICI Radio-Canada Télé
- CBC News Network
- ICI RDI
- Documentary
- ICI ARTV
- ICI Explora

### Remstar
Télévision
- V Estrie
- V Mauricie
- V Montréal
- V Québec
- V Saguenay
- V Toronto
- V Abitibi

### RNC Media
Radio
- 89,5 FM
- Émotion Rock FM
- C F G T - A M 1270
- C H O A - FM
- C H O I Radio X
- Capitale Rock (Abitibi-Témiscamingue)
- Capitale Rock (Gatineau)
- K Y K 95,7 FM
- TAG Radio FM (96,5)
- Planète 100,3
- Planète 104,5
- Planète 93,5
- Planète 99,5 FM
- Planète love - 104,9 et 102,1 FM
- Planète Radio (93,5 FM)
- Planète Radio (Murdoch)
- Radio 9
- Couleur Jazz

Télévision
- T V A (CFEM - Rouyn-Noranda)
- T V A (CHOT - Gatineau)
- RNC Média (TVA Gatineau-Ottawa)

### Rogers
Magazines
- Avantages
- Châtelaine
- Assurance Magazine
- L’actualité médicale (Profession Santé)
- L’actualité pharmaceutique
- Loulou
- Objectif conseiller
- Journal Industriel du Québec
- Rogers Média

### Télé-Québec
Télévision
- Télé-Québec (Capitale-nationale)

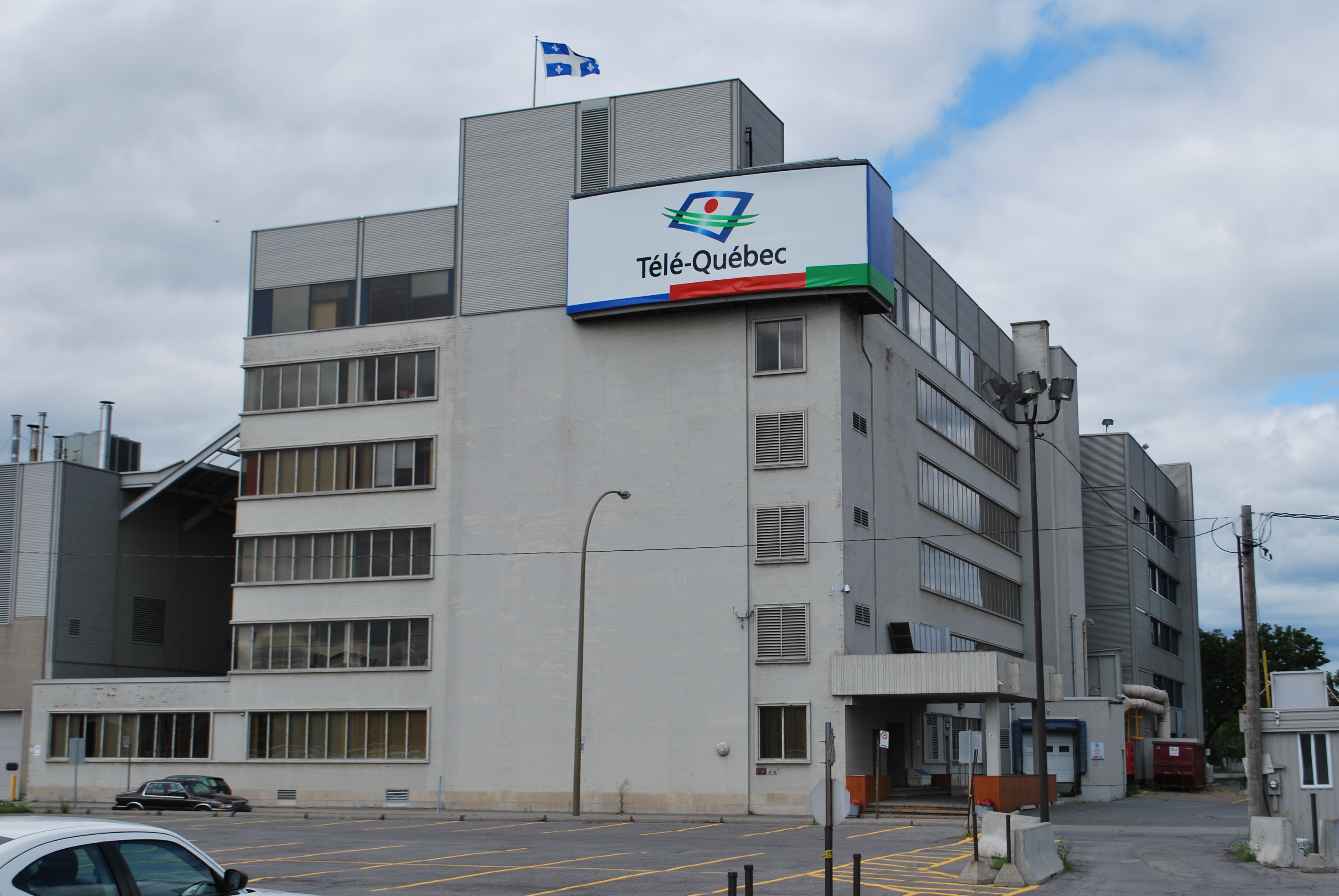
Siège social à Montréal.

- Télé-Québec (Gaspésie-îles-de-la-madeleine)
- Télé-Québec (Gatineau)
- Télé-Québec (Montréal)
- Télé-Québec (Rimouski)
- Télé-Québec (Saguenay)
- Télé-Québec (Sept-Iles)
- Télé-Québec (Sherbrooke)
- Télé-Québec (Trois-Rivières)
- Télé-Québec (Val-d’Or)

### Transcontinental média
Journaux et hebdomadaires
- Abitibi-Témiscamingue
  - Journal le Citoyen de la Vallée d'or
  - L'Écho Abitibien
  - Le Citoyen d'Abitibi-Ouest
  - Le Citoyen de l’Harricana
  - Le Citoyen de la Vallée de l'Or
  - Le Citoyen de Rouyn-Noranda
- Bas-Saint-Laurent
- Capitale-Nationale
  - Beauport Express
  - Charlesbourg Express
  - Le Courrier de Portneuf
- Centre-du-Québec
  - L'Express de Drummondville
- Chaudière-Appalaches
  - Beauce Média
  - Journal le Peuple de Lévis
  - Le Peuple de Lotbinière
- Côte-Nord
  - Le Plein jour de Baie-Comeau
  - Le Port-Cartois
- Estrie
  - Journal de Magog
  - Le Progrès de Coaticook
  - Le Progrès de Magog
  - Le Sherbrooke Express
- Gaspésie–Îles-de-la-Madeleine
  - L'Avantage gaspésien
- Lanaudière
  - Le Régional de Lanaudière
- Laurentides
  - Courrier Deux-Montagnes
  - L'Information du Nord Mont-Tremblant
  - L’Information Mont-Tremblant
  - Point de vue Mont-Tremblant
  - Point de vue Sainte-Agathe
- Laval
  - Contact Laval Est
  - Contact Laval Ouest
  - Écho de Laval
  - Courrier Laval
  - MCLMEDIA LAVAL
  - Laval News
  - Info de Laval
- Mauricie
  - L’Écho de La Tuque
  - L’Écho de Maskinongé
  - L’Hebdo du Saint-Maurice
- Montérégie
  - ChamblyExpress.ca
  - Châteauguay Express
  - Granbyexpress
  - L’Information de Sainte-Julie
  - Le Journal de Chambly
  - Le Journal de Saint-Bruno
  - Le Journal de Saint-Hubert
  - Le Richelieu Agricole
  - Le Richelieu Dimanche
  - Le Saint-François - Valleyfield
  - Le Soleil de Chateauguay
  - Le Soleil de Valleyfield
  - Sorel-Tracy Express
  - Sortir - Vivre en Montérégie
  - Vallée-du-Richelieu Express
- Montréal
  - Corriere italiano
  - Courrier Ahuntsic / Bordeaux-Cartierville
  - Courrier Bordeaux/Cartierville
  - Guide de Montréal-Nord
  - Informateur Rivière-des-Prairies
  - Journal Constructo
  - Journal Métro
  - Journal 24heures
  - Journal de Rosemont -Petite Patrie
  - Journal de St-Michel
  - Journal des Sportifs
  - Journal Pte-aux-Trembles
  - Le Faubourg Ville-Marie
  - Le Guide Mont-Royal
  - Le Journal d'Ahuntsic
  - Le Messager de Lachine
  - Le Messager de Verdun
  - Le Messager LaSalle
  - Le Progrès Villeray - St-Michel - Parc Extension
  - Magazine Ile des Sœurs
  - Montréal Express
  - Progrès de Saint-Léonard
  - The Monitor
  - The West Island Chronicle
  - The Westmount Examiner
  - West-End Chronical
- Nord-du-Québec
  - Le Jamésien
- Outaouais
  - La Revue de Gatineau
  - Le Régional de Hull
  - Le Week-end Outaouais
- Saguenay–Lac-Saint-Jean
  - Courrier du Saguenay
  - Le Lac Saint-Jean
- Autres
  - Cités Nouvelles
  - Journal Le Courrier
  - Journal le Jacques-Cartier
  - Journal Le Nord
  - L'Avantage
  - L'Avenir de l'Érable
  - L'Avenir de l'Est
  - L'Aviron
  - L'Écho de la Baie
  - L'Écho de Repentigny
  - L'Écho de Saint-Jean
  - L'Éclaireur-Progrès
  - L'Étoile du Lac
  - L'Express des sources
  - L'express Montcalm
  - L'Hebdo Journal
  - L'Hebdo Mékinac des Chenaux
  - L’Action
  - L’Actuel
  - L’Appel
  - L’Avant-Poste
  - L’Avenir & Des Rivières
  - L’Écho de la Lièvre
  - L’Étoile
  - L’Hebdo Rive-Nord
  - L’Information de Mont-Joli
  - L’Information de Sainte-Julie
  - L’Objectif
  - L’Œil Régional
  - La Frontière
  - La Nouvelle
  - La Nouvelle / L'Union
  - La Petite nation
  - La Petite Patrie
  - La Sentinelle
  - La Voix du Sud
  - Les 2 rives
  - Le Bulletin
  - Le Choix d'Antoine-Labelle
  - Le Coup d'œil sur Napierville
  - Le Courrier de Cowansville
  - Le Courrier de Frontenac
  - Le Courrier des Moulins
  - Le Courrier du Sud / Brossard Éclair
  - Le Courrier Sud
  - Le Flambeau (Anjou/Mercier)
  - Le Guide
  - Le Havre
  - Le Journal des Pays-d'en-Haut - La Vallée
  - Le Journal des Rivières
  - Le Nord-Est
  - Le Pharillon
  - Le Plateau
  - Le Plus
  - Le Reflet
  - Le Reflet du Lac
  - Le Riverain
  - Le Saint-Laurent Portage
  - Le Vimonteuil
  - Les Nouvelles Saint-Laurent
  - Nouvelles-Hebdo
  - Relève
  - The Gleaner / La Source
  - Voix Pop

Magazines
- Décormag
- Elle Girl
- Elle Québec
- Finance et Investissement
- Fleurs, Plantes et Jardins
- Good Times
- Le Bel Âge
- L'Information d'affaires Rive-sud
- Le Journal de l'Habitation
- Le Courrier-du-Lac
- Les Affaires Plus
- Les Commerce
- Les Infotech
- Les Magazine PME
- Les Magazine Québec Construction
- Madame
- Magazine Vita
- Mon Chalet
- Les Affaires
- Québec hebdo
- Les Clic la vie
- Les Techno
- Les nouvelles Hochelaga-Maisonneuve

## Médias indépendants

### Internet

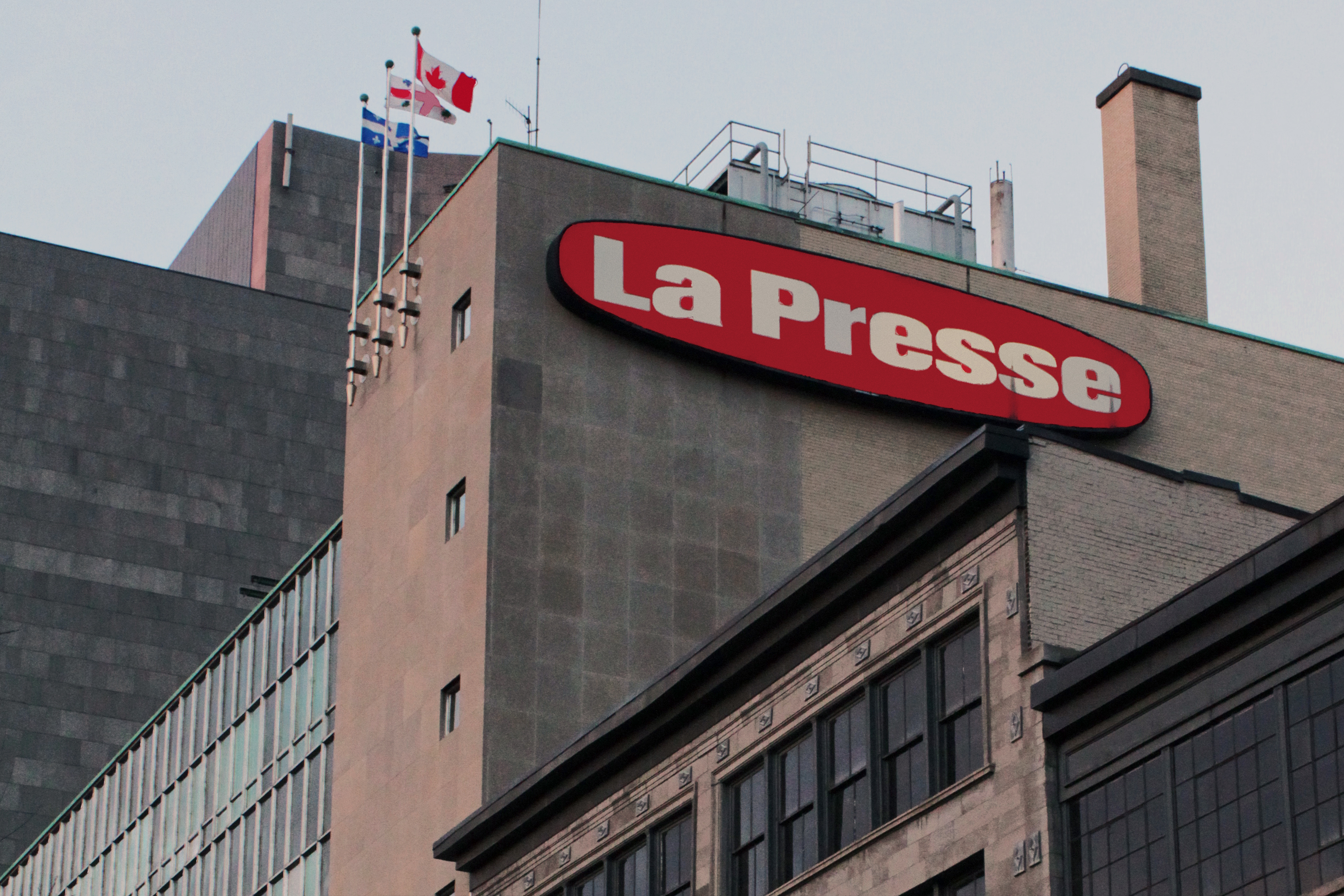
Siège social La Presse à Montréal

- 45eNord.ca
- AfriqueCanada
- BeauceMagazine.com
- Bible urbaine
- Commerce Monde
- Découvrir
- Droit-inc.com
- Électricité Plus
- Le SorelTracy Magazine
- EnBeauce.com
- GaïaPresse
- Hodhod
- InfoBref
- ipnoze
- ISQ.media
- Journal Le Soir
- Le Droit en Bref
- L'Écho du Lac
- L'Outarde Libérée
- La Pieuvre
- La Quinze Nord.com
- La Rotonde
- Lambert Express
- Le Courrier parlementaire
- La Souris d'Amérique
- L’Exemplaire
- LivresPlus
- Magazine Québec Plus
- MédiaSud
- Nuit blanche
- Numusix
- Parents d'aujourd'hui
- PasseportSanté.net
- L’Antenne
- L’Editel
- L’Entre-Gens
- Journal L'Oeil

- Le Matinal Virtuel
- Le Rive-Sud Express
- Les Zackardises
- Ricochet
- Loop
- Macvine
- Maghrebins.ca
- Métafuturs
- Mode de Vie
- Monquartier
- Parcours
- Physiotherapeute.com
- Pivot
- Planète Québec
- Québec Web Dép@rt
- Radio Zweb
- RueMorin.com
- Windsurfer
- Santé-Net Webzine
- Showbizz.net
- TopoLocal
- Scoop des arts
- Sonance
- Systèmes
- The Review
- Nouvelles d'Ici

### Journaux et hebdomadaires
- 360° sur le Val-Saint-François
- A Voz de Portugal
- Accès Laurentides
- Actualités Côte-des-Neiges
- Affaires Vallée de la Gatineau
- Al Miraat
- Al Moustakbal «L'Avenir»
- Al-Machreq et Al-Maghreb (arabe)
- Alfa
- Das Echo
- Dimanche Outaouais
- Drassis (L’action grecque)
- Écho de Vaudreuil Soulanges
- Effectif
- El Chasqui Latino
- El Mahroussa
- El Masri Newspaper
- El Popular
- El Ressala
- Enfoques
- Entre deux lacs
- Entre les lignes
- Entrée Libre
- Estrie Économique
- Etcétera
- Être
- Forum
- Free Press
- Gasoline
- Gazette Vaudreuil-Soulanges
- Globe Trotter
- Graffici
- Guide Debeur
- Habitabec Plus
- Journal St-Louis et Mile-End
- Journal Vision
- Courrier grec
- Haïti Nouvelle
- Hanca Times
- Hebdo de Saint-Tite / Normandie
- Hebdo du Cap-de-la-Madeleine /Trois Rivières
- Hebdo Vedettes
- Horizon
- Horizon Armenian Weekly
- Hour
- Journal Ile-des-Sœurs
- Journal l'Horizon
- Journal Le Manic
- Journal Le Nord-Côtier
- Le Journal de Pontiac
- Le Journal de Prescott-Russell-The Prescott-Russell News
- Le Journal de Saint-Lambert
- Le Journal de Ville Saint-Laurent
- Rouanda Express
- Journal Droit de parole
- Journal Épik
- Journal Haute-Côte-Nord
- Journal l'Envol
- Journal L'Info Saint-Élie-d'Orford
- Le Journal de Saint-Basile
- Le Journal des Berges
- Journal Le Soufflet
- L'Acadie Nouvelle
- L'Altitude
- L'Annonceur du Bas-Saint-François
- L'Écho de Saint-Bruno
- L'Étincelle
- L'Impact
- L'Actualité
- L’Actualité automobile
- L’Albatros
- L’Alliance
- L’Argenteuil
- L’astre Roumain (Luceafarul romanesc)
- L’Attisée
- L’Aut'journal
- L’Autre Diaspora
- L’Écho d'en Haut
- L’Écho de Frontenac
- L’Écho de Godbout
- L’Écho de St-François
- L’Écho des chutes
- L’Écho du Loup
- L’Écho Sayabécois
- L’Éclaireur des Bois-Francs
- L’Écrivain public
- L’Étoile du Plateau
- L’Éveil - La Concorde
- L’Éveil de Saint-Adelme
- L’Éveil du Citoyen
- L’Express du Plateau
- L’Hebdo de L’Avenir Outaouais
- L’Hebdo Granbyen
- L’Hebdo Laurentien
- L’Info
- L’Inter Action
- L’Intérêt
- L’Interligne
- L’Interrogation
- L’Itinéraire
- L’Oie Blanche
- L’Option
- La Corniche
- La Gatineau
- La Nouvelle Agricole de L'Estrie
- La Nouvelle Gazette de Maniwaki
- La Pensée de Bagot
- La Primeur
- La Relève des Basses Laurentides
- La Revue
- La Voix des Collines
- La Voix des Mille-Iles
- Le Bois des Coopérants
- Le Bruchésien inc.
- le Bulletin d'Aylmer
- Le Charlevoisien
- Le Citadin
- Le Citoyen de St-Alphonse de Granby
- Le Citoyen Laval
- Le Clairon régional Sainte-Hyacinthe
- Le Courrier de Saint-Hyacinthe
- Le Courrier de Vanier
- Le Devoir
- Le Haut Saint-François
- Le Journal d'Outremont
- Le Journal de Charlevoix
- Le Journal de Lévis
- Le Journal de Mont-Royal
- Le Jumelé
- Le Kamouraska
- Le Lambertain
- Le Lien
- Le lieu de Montréal
- Le Marigot
- Le Monde
- Le Monde forestier
- Le Montagnard
- Le Montréal économique
- Le Mouton noir
- Le Nitrate
- Le Nord Info
- Le Nouveau Défi
- Le Nouveau Martinet
- Le Papotin
- Le Phare-l'Autre vision
- Le Placoteux
- Le Point d'impact
- Le Pont
- Le Portageur
- Le Quartier Libre
- Le Québécois
- Le Quêteux
- Le Radar
- Le Reflet témiscamien
- Le Régional
- Le Régional
- Le Réveil
- Le Réveil
- Le Réveil
- Le Saint-Armand
- Le Sentier
- Le Stéphanois
- Le Survol de Sainte-Félicité
- Le Témis Nouvelles
- Le Tour d'y voir
- Le Tour de Sutton
- Le Tour des ponts
- Le Trait d'Union
- Le Trait d'Union
- Le Trident de Wotton
- Le Vent du Nord
- Lectures
- Les Affaires Laval
- Les Échos du Centre-ville et du Vieux-Montréal
- Les Éditions Éburnea Inc.
- Les Immigrants de la Capitale
- Les Nouvelles chinoises
- Les Nouvelles grecques canadiennes
- Les Versants du Mont-Bruno
- Luby
- Lurelu
- LusoPresse
- Magazine Allô
- Magazine Gaspésie
- Maghreb Observateur
- Magyar Kronika
- Main Street
- Mauricie Affaires
- Métropole
- Mille Visages
- Mine de Rien
- Montreal Bulletin
- Montréal Campus
- Montréal Plus Hebdo
- Motomag
- Nightlife Magazine
- Nouvelles Parc Extension
- Outaouais Mag
- Pages Roumaines
- Paivand
- Pakistan Post Weekly
- Pêche Impact
- Phoenicia
- Photo-Police
- Place publique
- Point-Sud
- Pragati
- Première Édition
- Prensa Internacional
- Presse Côte-Nord
- Primeurs
- Progrès Watchman
- Proxima Publications
  - La TMR Poste de Mont-Royal
  - La Voix de Saint-François
  - Le Point d’Outremont
  - The Westmount Times
- Publications Universitaires
- Quebec Farmer's Advocate
- Québec vacances
- Québec Yachting
- Québec-O-Sud
- Qui Fait Quoi / Magazine Convergence
- Reflet de société
- Reflets/News
- Regard Critique
- Renaissance
- Revue Dire
- Revue Le Point (Gay Globe)
- Revue Régionale
- Russian Montreal
- Sada Al Mashrek
- Santé Action
- Scripta Manent
- Ski-Se-Dit
- The Canadian Jewish News
- The Concordian
- The Eastern Door
- The Equity
- The Filipino Forum
- The Financial Post
- The Gaspé Spec
- The Journal
- The Laval News
- The Link
- The Low down to hull and back news
- The McGill Daily
- The Montreal Downtowner
- The Nation
- The North American Filipino Star
- The North Shore News
- The Outaouais Informer
- The Outlet
- The Senior Times
- The Record
- The Southwest News
- The Stanstead Journal (en)
- The Suburban
- The Township Sun
- The Voice of Community
- The Weekly Banglabarta
- The West East
- The West Island Times
- The West-Quebec Post
- Town of Mount Royal Journal
- Tremblant Express
- Tribune de la presse Ottawa
- Tribune de la presse Québec
- Tribune grecque canadienne
- Trois-Rivières métro

### Magazines
- 24 images
- Actif
- Affaires Montérégiennes
- Afrique Tribune
- Afro vision
- Agir !
- Alternatives
- Apna Watan
- Arts Cinéma Lettres
- Atlas Mt
- Atout Micro
- Au Cœur des Broughtonnais
- Au fil de la Boyer
- Aufeminin.ca
- Auto Journal
- Autojournal
- Automag
- Autour de l'Île
- Aventure Chasse et Pêche
- Bazm
- Bizim Anadolu
- Bravo
- Camauto
- Cap-aux-diamants
- Capital Santé
- Caribou
- Chef and grocer
- Ciel Variable
- Circuit industriel
- Cité Libre
- CLEF
- Continuité
- Journal des Citoyens
- RG
- Coastal Publications of the Lower North Shore
- Community Contact
- Consommation
- D'un lac à l'autre
- DécorHomme
- Designs
- Didar Magazine
- Direction informatique
- Eau-Feu
- Échos de l'Amérique
- Écodécision
- En Profondeur
- Enfants Québec
- Entreprendre
- ÉQOH
- Espace Sculpture
- Espaces
- esse arts + opinions
- Extrême Nature
- Familles d'aujourd'hui
- Femmes arabes
- First Choice Magazine
- Flèche
- Forêt Conservation
- Franc-Vert
- Fugues
- Gay Globe Magazine
- Gazelle
- Géo Plein Air
- Grafika
- Groupe Founoun / Almustakbal
- H Magazine
- Homme
- Il Rincontro
- Image de la Mauricie
- Indispensable des événements corporatifs
- Infopresse
- Inouï
- Inter, art actuel
- Journal Commerce International
- Ici Maintenant
- Impact Abitibi
- Impression
- Journ. de la Rivière du Nord
- Journal Altitude
- Insieme
- Jornal Do Emigrante
- Il Cittadino Canadese
- Ishtar
- Ici Lanaudière
- Images
- Imagine Art Rives
- Information-Échange
- Italitali
- J'aime lire
- Jésus Marie et notre temps
- Journal À Cause?
- Journal Chefs d'entreprises
- Kaléidoscope
- L'Arc-en-Ciel
- L'Échappée belle
- L'Écho de Cantley
- L'Écho de la Pinière
- L'Écho de Saint-François
- L'Écho des montagnes
- L'Écho du Transport
- L'éclosion
- L'Édition - Le journal des gens d'affaires
- L'Émeraude Plus
- L'Événement de Scotstown-Hampden
- L'Express régional
- L'Image de Bury
- L'Info Porneuf
- L'Informateur Plus
- L'Orbite de Saint-Laurent
- L’Autonome
- L’Avenir
- L’École branchée
- L’Escale Nautique
- L’Essentiel
- L’Hyrondelle de Saint-Albert
- L’InforMalo
- La Baratte
- La Chemise
- La Criée
- La Dépêche
- La Fierté Delageoise
- La Galère
- La Gazette de la Mauricie
- La Gazette des femmes
- La Maison du XXIe siècle
- La Marée
- La Parole métèque
- La Pige - ATM
- La Plume communautaire
- La Presse chinoise
- La Quête
- La Rafale
- La Revue des sports
- La Revue HRI
- La Terre de chez nous
- La Tribune juive
- La Vie d'ici
- La vie est belle
- La Vitrine
- La Voce Euro Canada
- La Voie du secteur des Coteaux
- La Voix du succès
- La Voix Sépharade
- Le Babillard Rémignois
- Le Beau Regard
- Le Brunois
- Le Bulletin des Chenaux
- Le Bulletin polonais (Biuletyn Polonijny)
- Le Cantonnier
- Le Carrefour de Québec
- Le Causeur
- Le Collectif
- Le Contact de Beaulac-Garthby
- Le Couac
- Le Courrier Français
- Le Cyri-Lien
- Le Éditions Ma Carrière
- Le Feuilleté
- Le Fureteur Techno
- Le Goéland
- Le Graffiti
- Le Guide de l'auto (Magazine)
- Le Hublot
- Le Jaseur
- Le Journal de l'Assurance
- Le Journal de Marieville
- Le Lavalois
- Le Lien La Doré inc.
- Le Magazine de l'auto ancienne
- Le Magazine Prestige
- Le Médecin du Québec
- Le Mémo
- Le Montagnard
- Le P'tit journal
- Le P'tit Journal de Malartic
- Le P'tit Journal de Woburn
- Le Parentois
- Le Phare
- Le Pierr'Eau
- Le Pierre-Brillant
- Le Plaisirs de la vie
- Le Reflet du canton de Lingwick
- Le Saint-Denisien
- Le Tam-Tam communautaire
- Le Vie-la-joie
- Les Débrouillards
- Les Explorateurs
- Les Papetières du Québec
- Les Publications Vertes
- Lettres Québécoises
- Lévisien
- Luxuria
- M@gWeb
- Ma Résidence
- Magazine AL13
- Magazine Audace
- Magazine Avril
- Magazine Cellier
- Magazine Construire
- Magazine Curium
- Magazine Forces
- Magazine Gestion et Logistique
- Magazine Immobilier commercial
- Magazine Logistique
- Magazine M
- Magazine Maintenance
- Magazine Montréal Centre_Ville
- Safarir
- Mariage Québec
- Maritime
- Marketing Force Mag. & News
- Métamorphose
- Moto Journal
- Naître et Grandir
- Nature Sauvage
- Nouvelles tend@nces en Management
- Orientations
- Panorama
- Parachute
- Plaisirs de vivre
- Planète F
- Plein Vol
- Pregonero Hispano
- Producteur plus
- Protégez-Vous
- Québec Entreprise
- Québec Science
- Québec Vert
- Recto Verso
- Référence Magazine
- Regards
- Revue Aspects sociologiques
- Revue Idées
- Revue Quatre temps
- Sécurité
- Sel et poivre
- Sélection du Reader's Digest
- Sentier Chasse-Pêche
- Séquences
- Ski Presse
- Speed
- St-Zeph en bref
- Stratégies
- SUMMUM
- Summum Girl
- Temps Fou
- The Insurance Journal
- Tourisme Plus
- Urbania (groupe média)
- Urgence Magazine
- Vamp
- Vélo Québec Éditions - Vélo Mag
- Vice Versa
- Vidéo-Presse
- Vie & Santé
- Vie des Arts
- Vin Québec
- Visages
- Vitalité économique
- Viva-Média
- Vivre
- Vivre à la campagne
- Vivre dans les Laurentides
- Voir (Gatineau-Ottawa)
- Voir (Mauricie)
- Voir (Montréal)
- Voir (Québec)
- Voir (Saguenay)
- Vue sur la Bourgogne Pér
- Yoga Mondô
- Your Local Journal
- Zone Campus

### Radio
- 103,1 FM
- 92,9 CFUT
- BLEU FM (96,3 et 100,3)
- Blvd 102,1
- CFBS - FM
- CFIM - 92,7 FM
- CFJO (Lac Mégantic)
- CFLI - FM
- CFLM - 97,1 FM
- CFLO - FM
- CFLX - FM
- CFMB Radio Montreal (1280 AM)
- CFMF - FM
- CFMV - FM
- CFNJ - FM (Radio Nord-Joli)
- CFOR - FM
- CFOU - FM
- CFRL - FM
- CFTH - FM
- CFVD - 95,5 FM
- CHAA - 103,3 FM
- CHAI - 101,9 FM
- CHEF - 99,9 FM
- CHFG - FM (Chisabi Radio Station)
- CHGA - FM
- CHIP - 101,7 FM
- CHLC - FM
- CHME - FM
- CHMK - FM
- CHNC - FM
- CHOC FM 104,9
- CHOD - FM
- CHRM - FM 105,3
- CHUO - FM
- CHYZ - 94,3 FM
- CIAU - FM
- CIBL - FM - 101,5 FM Montréal
- CIBO - FM
- CIEU - FM
- CIGN - FM - Coaticook
- CIHO - 96,3 FM
- CIHW - FM
- CILEMF - 95,1 FM
- CIMI - FM
- CIPC - 99,1 FM
- CIQC - AM
- CISM - 89,3 FM
- CJAN- 99,3 FM
- CJAS - FM
- CJBE - FM
- CJDS - FM
- CJFM-FM - 92,9 FM (Virgin Radio)
- CJIT - FM
- CJMS - 1040 AM Country
- CJSO - FM
- CJTB - FM
- CJVL - AM
- CKAJ - 92,5 FM
- CKAU - FM (Radio Kushapetsheken)
- CKBN  - 90,5 FM
- CKCH - AM
- CKCN - 94,1 FM (Pur FM)
- CKGM - 990 AM (AM THE TEAM)
- CKHQ - FM
- CKIA - FM
- CKLM - AM
- CKMN - FM - 96,5 FM
- CKNA
- CKOD - FM
- CKRL - FM  - 89,1 FM
- CKUT - 90,3 FM
- CKVL - AM
- CKVM - 93,1 FM
- CNFQ - FM
- CRKA - FM
- CRSG - FM
- Canadatürk
- CHOQ
- CIDI FM
- CJRD - 88,9 FM (Radio Drummond 88,9)
- Groupe Atlas Média
- Groupe Radio Simard
  - CHOX - FM
  - CIBM - 107 FM
  - CIEL-FM
  - CIQI - 90,3 FM
- FM 101,5
- Imixx Radio
- Le Réseau francophone d’Amérique (RFA)
- M 103,5 FM
- M 105
- Max 103
- Miraya FM
- MIX 99,7 FM
- O 97,3
- Passion - FM
- Passion Rock 101,9 FM
- Passion Rock 105,5 FM
- Radio CINA Montréal
- Radio Acton - 103, 7 FM
- Radio Boréale (CHOW-FM 105,3)
- Radio Centre-Ville (CINQ-FM) - 102,3 FM
- Radio Elios
- Radio Gaspésie (94,5 FM)
- Radio Mieux-être
- Radio Shalom
- Radio VM Montréal
- Radio-Huronie FM Communautaire inc. (CFRH)
- Rythme FM 98,3 & 105,5
- SOCAM (Atikamekw-Montagnais)
- TVRM - Vox Lanaudière
- Touki Productions
- KYQ - FM
- WKND - 91,9 FM (CJEC FM)
- COOL FM - 103,5 FM
- Coopérative Radio Restigouche Ltée
- CPAM - 1040 AM

### Télévision
- Accès Vision 9
- ADN5 Sherbrooke
- Algérie Magazine
- Alter-Ciné
- Amérimage Spectra
- Arts et Images productions
- ARTV
- Attraction Images
- Avanti Ciné-Vidéo
- Blimp Télé
- Buongiorno Italia
- C C A P - TV
- CTB-TV (Câble 9)
- CTRBtv
- Canal SAVOIR
- CF-Câble TV
- Ciné Qua Non Films
- Ciné-Gestion
- Ciné-Groupe J.P.
- Cinédit Productions
- Cirrus Productions
- Corporation de Télévision Communautaire de Labelle (CLTC)
- Coopérative de télévision communautaire de Fermont
- Coscient
- Eureka! Productions
- Greek News inc. TV
- Groupe ECP
- Groupe PVP inc.
- DAB Communications
- Galafilm
- Kaos Films Worldwide inc.
- La Télévision de Charlevoix-Ouest
- La Chaîne politique du Canada
- Korus Films
- La Girafe perchée
- Le Groupe Sagittaire
- Zone3
- Verseau International
- Télévision communautaire des Basses-Laurentides (TVBL)
- Télévision communautaire de Beauceville (TCB)
- Télévision communautaire de Grande-Rivière (TVCGR)
- Télévision communautaire de Kamouraska (TVCK)
- Télévision communautaire de Saint-Raymond, la Portneuvoise (CJSR)
- Télévision communautaire d’Argenteuil (TVCA)
- Télévision communautaire de Basse-Lièvre (TVCBL)
- Téléfiction
- Télémag Québec
- Télévision communautaire de la région des Appalaches (TVCRA)
- Télévision communautaire des Bois-Francs (TVCBF)
- Télévision communautaire de l'Ile d'Orléans - Côte de Beaupré (Télé d'ici)
- AxionTV (Câble Axion)
- Télévision communautaire de la Vallée de la Matapédia (TVCM)
- Télévision régionale Haute-Côte-Nord (TVR7)
- Telimagin
- Sphère Média
- Sport-Action Vidéo
- Synercom Téléproductions
- Télévision régionale de Laval (TVRL)
- Télé-Vision
- Télévision communautaire de Témiscouata (TVCT) [défunte (2012)]
- Téléféric
- Télévision Outremont
- Télé communautaire Vents et Marées (TVC-VM/GoXplore)
- Télévision du Sud-Ouest (TVSO)
- TFO / TVOntario
- Supérieur Vision Vidéo Inc.

Journaux étudiants
- Université Concordia
  - Concordia français
  - The Link
- UQAM
  - Montréal Campus
- Université de Montréal
  - Quartier Libre
  - Le Pigeon Dissident (Faculté de droit)
  - Forum
  - Le Polyscope (École polytechnique de Montréal)
  - L'intérêt (École des hautes études commerciales de Montréal)
- Université McGill
  - McGill Reporter
  - McGill Tribune
  - McGill Daily
  - Le Délit français
- Université Bishop
  - The Campus
- Université de Sherbrooke
  - Liaison
  - Le Collectif
- Université Laval
  - Au fil des événements
  - La Marmite sociale
- Université du Québec à Chicoutimi
  - Le Griffonnier
- Cégep régional de Lanaudière à Joliette
  - Le Détour
- Cégep de Bois-de-Boulogne
  - Journal l'Infomane
- Cégep Limoilou
  - Journal Le Phoque
- Collège de Maisonneuve
  - Le Trait d'Union
- Collège Lionel-Groulx
  - La Giffle[7]
- Cégep de Victoriaville
  - L'inculte

## Journaux
Hebdomadaires
- Hour
- Ici Montréal
- Montreal Mirror
- Sunday Express
- The Quebec Chronicle-Telegraph
- Le Nord-Est Plus
- La Nouvelle de Sherbrooke
- Le Journal de Sherbrooke
- La Revue de Terrebonne
- Quebec Weekly News
- Voir

 Mensuels 
- L'Action nationale
- L'aut'journal
- L'Itinéraire
- Le Couac
- Le Courrier de Floride (mensuel québécois en Floride / États-Unis)
- Les Immigrants de la Capitale[8]
- Le Mouton noir[9]
- Le Soleil en bus
- Québec Soccer
- Le Québécois
- Québec Noticias

 Magazines et revues 
 Art 
- Ciel variable
- Esse
- Ex-Situ
- L'Agora
- Argument
- Brèves littéraires
- Liberté
- Moebius : écritures / littérature
- Québec français
- Relations
- Solaris
- Spirale : arts • lettres • sciences humaines
- Histoire Québec
- L'Iguane
- Ultragratuit
- Le Revenu
- Partenaire d'affaires
- Summum
- Les Naturalistes[10]

## Internet
- 45eNord.ca
- InfoSaguenay
- RueMorin.com
- QuébecSpot Média
- Radium.fm
- Rezomontreal.ca
- CapitaleSports.com
- www.journaloeil.com

Alternatifs, communautaires ou blogues
- 99% Média[11]
- Journal des Alternatives[12]
- BangBang
- CMAQ[13]
- Cybersolidaires[14]
- Journal Ensemble[15]
- La Gauche
- L'Insomniaque[16]
- La Tribu du Verbe (ce média alternatif n'existe plus)
- P45
- Pelecanus.net
- Presse toi à gauche[17] !
- Média Coop Montréal[18]
- Média reseauforum.org[19] (événementiel)
- Mur Mitoyen[20] (événementiel)
- Unseulmonde.ca (ce média n'existe plus)
- Vigile
- Le Peuple[21]
- Jeux.ca

Portails médias
- Matinternet
- PubliHebdo
- Réseau média
- Québec Noticias

### Concentration horizontale
- Disparition des salles de nouvelles dans les radios[22].
- Instauration du même modèle de gestion dans tous les groupes de médias

D'après André Arthur, l'arrivée de TQS en 1986 a chamboulé le marché publicitaire radiophonique et a ainsi accéléré la concentration des médias de proximité.

### Montréalisation des médias
La Montréalisation des médias ou tout simplement Montréalisation est une expression péjorative employée par les journalistes de Québec et d'autres régions du Québec. L'expression comporte un jugement négatif sur le fait que les principaux décideurs médiatiques (tant pour les productions culturelles que les nouvelles) se concentreraient dans la ville de Montréal et y accorderaient une importance exagérée, par opposition au reste de la province de Québec. Cette accusation, justifiée ou non, s'insère dans la traditionnelle rivalité Québec-Montréal. Les principaux acteurs sont Québecor Média, Cogeco, Corus, Société Radio-Canada, RNC Media et Astral. Démographiquement, la "montréalisation" du Québec s'expliquerait par le fait que, malgré son immense territoire, près de la moitié de la population québécoise (45 %) habite la grande région de Montréal. En raison de ce déséquilibre démographique, il y aurait perception que les préoccupations montréalaises sont prises comme celles du Québec en entier au détriment des réalités qui existent ailleurs au Québec.
Comme il s'agit d'une hypothèse de convergence des médias, l'accusation de montréalisation n'est pas partagée par tous les Québécois.
Manifestation : * Déménagement de la production de télé vers la métropole.
- Recherche d'un bouc émissaire en l'occurrence la clique du Plateau.